# قسم خضر لو الريفي (مقاطعة عجب شير)
قسم خضر لو الریفي (بالفارسية: دهستان خضرلو) هي منطقة سكنية تقع في إيران في قسم. يقدر عدد سكانها بـ 8,435 نسمة .